# Plaza de toros de Cartagena
Plaza de Toros de Cartagena är en tjurfäktningsarena i Cartagena i sydöstra Spanien.